# Comensalismo

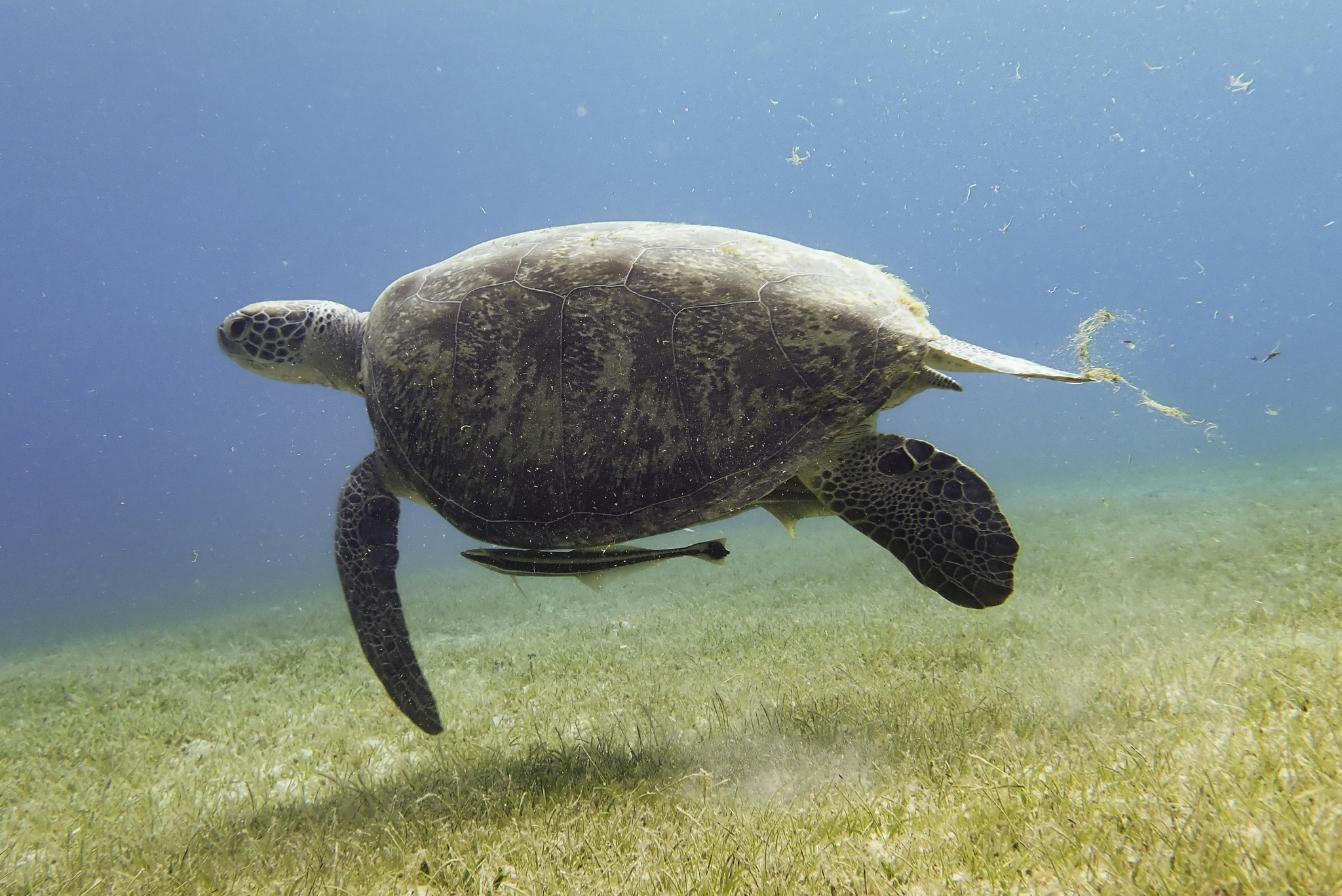
Las rémoras están especialmente adaptadas para adherirse a peces más grandes (u otros animales, en este caso una tortuga marina) que les proporcionan transporte y alimento.

El comensalismo es una forma de interacción biológica en la que uno de los intervinientes obtiene un beneficio, mientras que el otro no se perjudica ni se beneficia. El término proviene del latín cum mensa, que significa ‘compartiendo la mesa’. Originalmente fue usado para describir el uso de comida de desecho por parte de un segundo animal, como las especies de carroñeros que se encuentran en las sabanas, que siguen a los animales cazadores o depredadores y esperan hasta que estos terminen de comer para alimentarse de los desechos.
Los individuos de una población aprovechan los recursos que le sobran a los de otra población. La especie que se beneficia es el comensal. Las rémoras se alimentan de la materia fecal de sus huéspedes. Los peces pilotos comen las sobras que dejan sus huéspedes. Muchas especies de pájaros siguen a los mamíferos herbívoros y comen los insectos que el mamífero hace volar a su paso.

## Tipos de comensalismo

### Foresis
La foresis es el aprovechamiento del segundo organismo, que por lo general suele ser más pequeño, para transportarse en el medio y protegerse de los depredadores. De esta manera también puede alimentarse de los restos de alguna presa, o desechos del hospedador. Ejemplos: la rémora sobre el tiburón o los ácaros sobre el escarabajo Necrophila americana, o también los ácaros sobre insectos himenópteros.

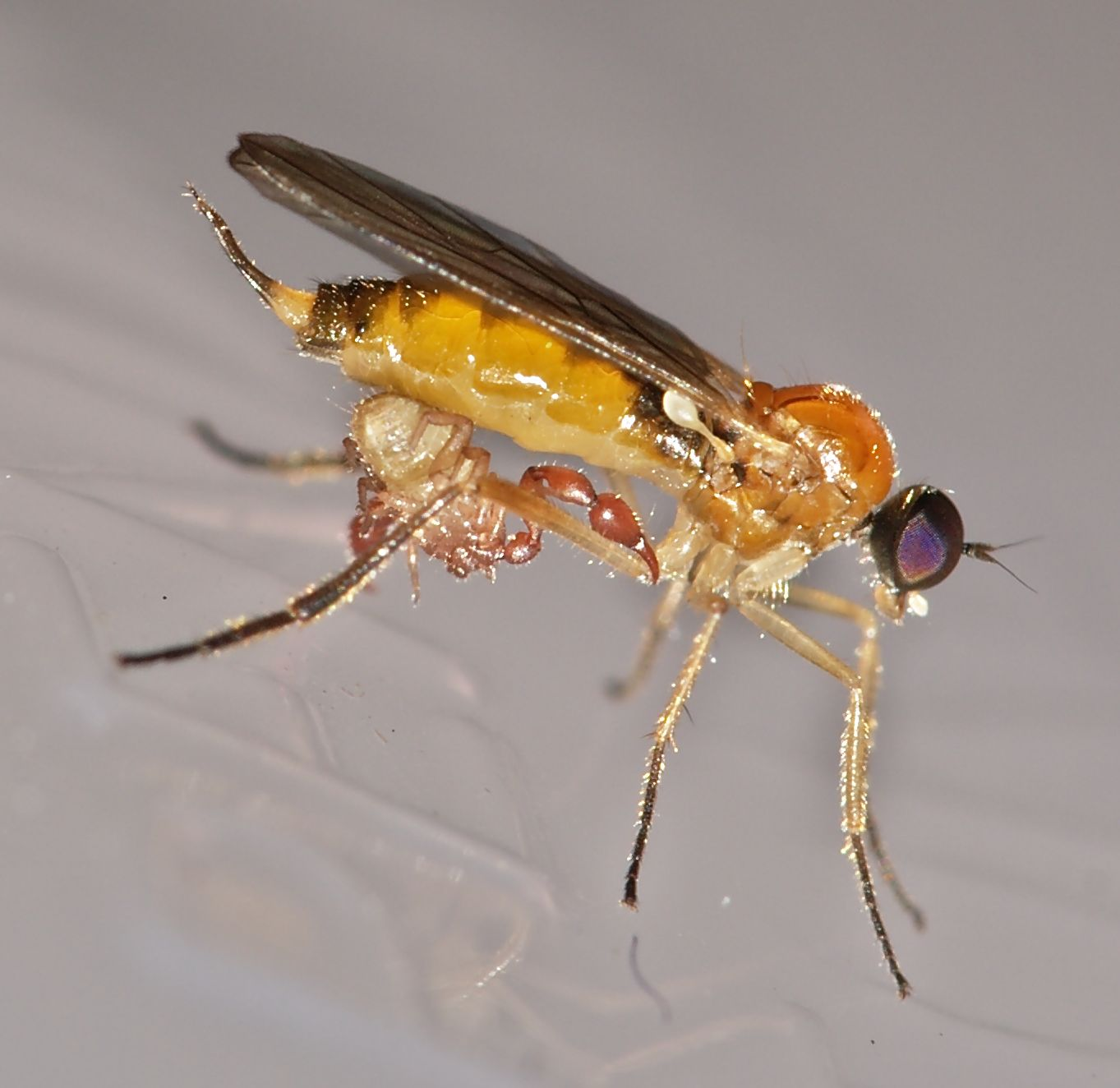
Pseudoscorpión siendo transportado por una mosca del género Leptopeza.

### Inquilinismo
El inquilinismo sucede cuando el segundo organismo se hospeda en el primero. Como una forma de conseguir refugio o acceso a un recurso disponible en mayor proporción. Ejemplos: plantas epífitas que viven sobre los árboles, como algunas bromeliáceas, o aves como el pájaro carpintero, que vive en los agujeros que hace en los árboles, o la bellota de mar sobre la concha de un mejillón. 

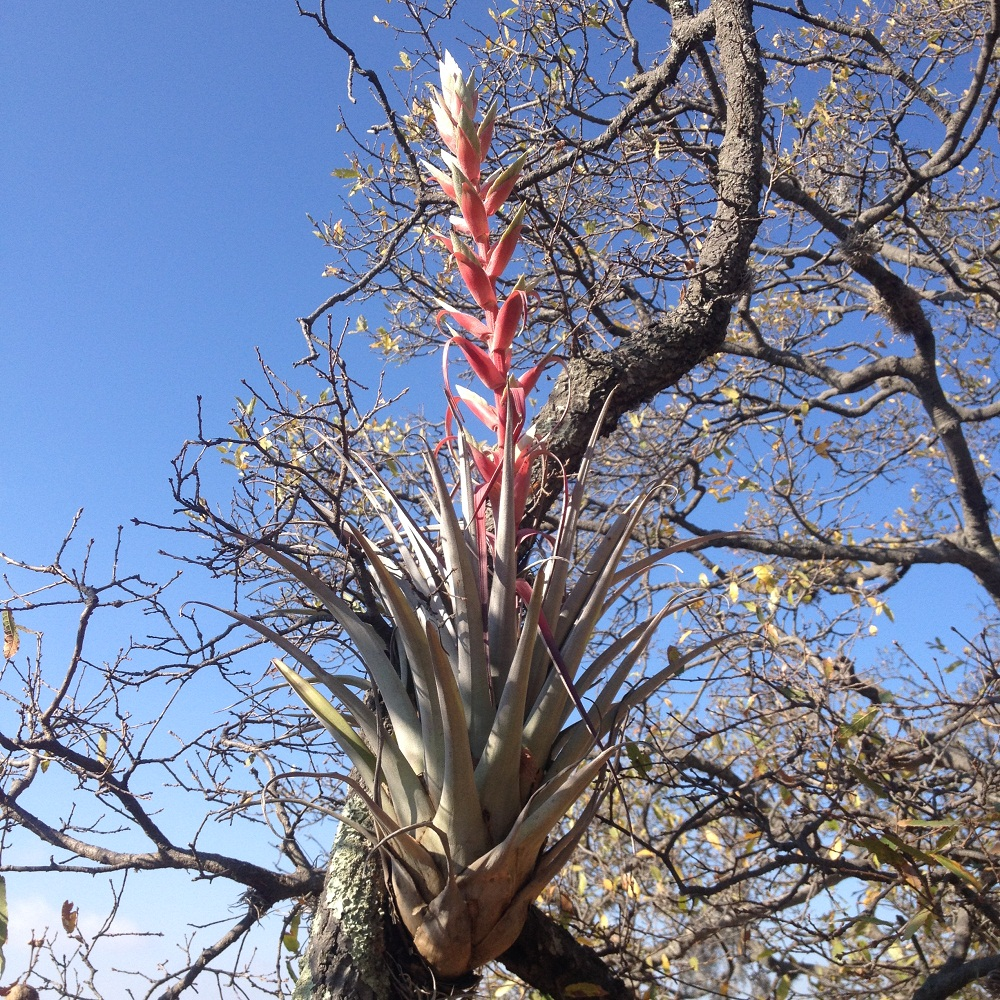
Inquilinismo: Tillandsia bourgaei, planta epífita en roble, en México

### Metabiosis o tanatocresia
Tanatocresia (del griego θάνατος [thánatos], ‘muerte’): consiste en el aprovechamiento que realiza una especie de restos, excrementos, esqueletos o cadáveres de otra especie con el fin de protegerse o de servirse de ellos como herramientas. Ejemplos son los cangrejos ermitaños (Pagurus), que protegen su blando abdomen introduciéndose en la concha vacía de un caracol, y el pájaro Camarhynchus pallidus, de las islas Galápagos, que utiliza una espina de cacto para extraer los insectos de los agujeros. Se trata de un beneficio trófico.  

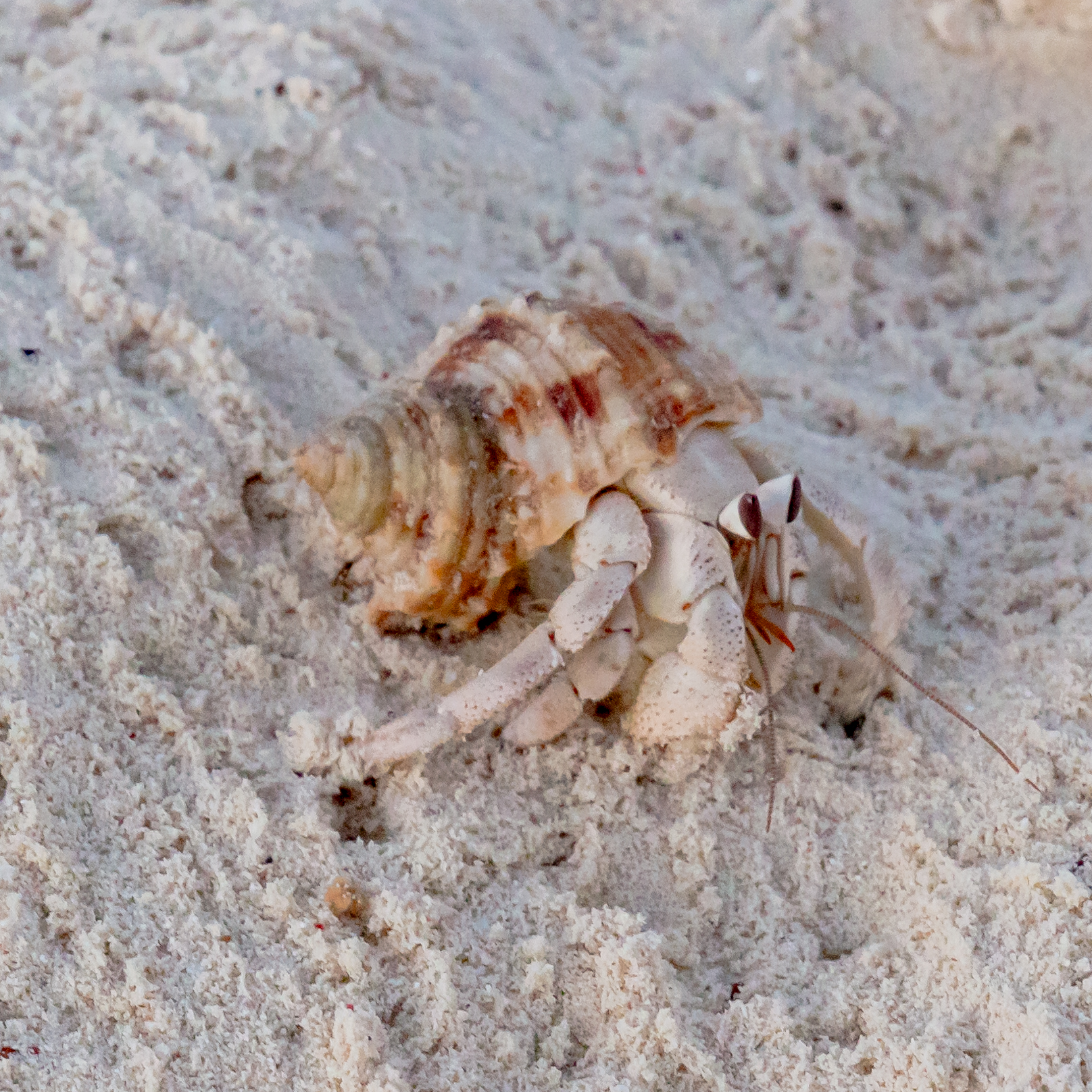
Cangrejo Ermitaño utilizando una Caracola para proteger su abdomen.